# イチハチ
『イチハチ』は、2009年10月28日から2011年3月30日まで、TBS系列で放送されていた毎日放送テレビ（MBSテレビ）製作のトークバラエティ番組である。放送時間は、毎週水曜22:00 - 22:54（JST）。ステレオ放送、文字多重放送、ハイビジョン制作が実施されていた。
2010年4月14日放送分までは『THE 1億分の8』（ザ いちおくぶんのはち）として放送、通称の『イチハチ』を番組のタイトルに採用したのは2010年4月28日放送分からである。また、同年9月末までの放送では、番組内でクイズを出題していた。

## 概要
毎回、日本国民の中でもかなり特殊な事情や条件（「16歳未満で出産した母」「独身イケメン大金持ちな男性」など）をテーマに設定。そのテーマに当てはまる人々から、強烈な個性・経験・関係を持つ8人（8組）を「1億分の8（イチハチ）」としてスタジオに招く。 ただし改編期には、特別番組の放送を優先する関係で、本番組の放送を休止する週がある。『THE 1億分の8』のタイトルで放送されていた2010年3月までは、原則としてイチハチを（一般の視聴者を含む）一般人だけで揃えていた（備考および脚注も参照）。
司会は浜田雅功と藤本美貴。番組のロゴには、2人の横顔を模したイラストが使われていた。また、『THE 1億分の8』時代から、ゲストパネラーとして複数の著名人が登場していた。
放送開始から2010年9月まではイチハチならではのメリット、問題、悩み、エピソードなどを基に作成したクイズを、藤本が3問程度出題。ゲストパネラーの質問、藤本が出すヒント、イチハチにまつわる写真・人物・データの紹介を通じて、イチハチの本音・経験談・生活の知恵などを引き出す趣向になっていた。ただし実際には、かつて同じ時間帯に毎日放送が制作を担当した『世界バリバリ★バリュー』と同様に、クイズよりもトークを生かすかたちで放送されている。ちなみにオープニングでは、回転椅子に座ったままカメラに背を向けたイチハチが、「オープン・ザ・フェイス」のコールを合図に1人ずつカメラに顔を向ける趣向になっている。
2010年2月からは、イチハチを芸能人だけで揃えた企画を中心に、「〜No.1決定戦（〜にはテーマが入る）」を随時実施。一般人への街頭インタビューで多かった回答（ベスト5）を基にトークやクイズを展開するほか、イチハチの顔写真が入った運動会風のイラスト画面を挿入することによって、トークの勢い（途中経過）が分かる趣向になっている。またエンディングでは、パネラーがチーム単位で投票することによって、イチハチの中からテーマに見合ったナンバーワンを選んでいた。なお、チーム間で票が割れた場合には、浜田が独断でナンバーワンを決定。放送回によっては、パネラーが投票しなかった出演者がナンバーワンに選ばれることもあった。
2010年4月14日には、番組初の2時間枠（21:00 - 22:48）で、「超人気芸人8組が浜田の前で相方への怒りと不満を全部ぶつけちゃうぞスペシャル」（以下「2時間スペシャル」と表記）を放送した。同年28日のレギュラー放送からは、番組の正式名称も『イチハチ』に統一。これを機に、イチハチを芸能人だけで揃えた「〜No.1決定戦」のみで番組を構成するようになった。
2010年10月、TBS系列は水曜日のゴールデンタイムに放送する番組や放送枠を大幅に入れ替えた。しかし、本番組は従来と同じ水曜22時の1時間枠でレギュラー放送を続けた。この枠で番組が1年以上継続するのは、前述の『世界バリバリ★バリュー』以来である。ただし実際には、本番組の前枠（21時台）でもMBS制作の『くらべるくらべらー』が放送されるようになったため、同番組と交互に2時間スペシャルを編成する週が多かった。
この改編を機に、従来は3組に分けていたパネラー席を、1つのテーブルを囲むかたちに固定。藤本によるクイズの出題や、チーム単位でナンバーワンを決める投票などを廃止したうえで、イチハチに関するVTR取材とスタジオトークで構成するようになった。
また、一般に「セレブ」とされる芸能人・企業経営者や著名人の子息からイチハチを集めるなど、企画の内容が『世界バリバリ★バリュー』の後期に近付いていた。しかし、2011年に入ってから、この企画の一部に制作上の問題があったことが表面化（後述）。放送倫理・番組向上機構（BPO）が審議に乗り出す事態にまで発展した。特に、同年1月12日放送分の「お坊ちゃまお嬢さま芸能人No.1決定戦」については、毎日放送が同年2月4日に「事前の確認が不十分だった」とする謝罪声明を発表。また、放送後の調査を基に、「客観的に見て、事実と異なる放送をした可能性が極めて高いと言わざるを得ない」との見解を示した。
本番組では、上記の問題が表面化してからも、2度にわたって企画のリニューアルを施しながら放送を続行。しかし、2011年3月30日に2時間枠で放送された「超人気芸人8組が浜田の前で相方への不満を全部ぶっちゃけちゃうぞスペシャル」で幕を下ろした。制作局の毎日放送では、「（上記の問題に関係なく）編成方針の見直しによって本番組を終了させた」との見解を示している。その後「超人気芸人8組が〜」は、2011年12月21日の21〜23時に「超人気芸人大集合!!ガチで大ゲンカ祭2011」として放送された。この特番は2012年も放送されたが、TBSとの共同製作のかたちをとった（番組配信とスポンサーセールスはTBSが担当した）。

## 出演者

### 司会
- 浜田雅功（ダウンタウン、番組での呼称は“浜ちゃん”） - 番組では本番組の開始に合わせて、浜田用に青色のコスチュームを用意。しかし、2010年3月10日までの放送では、藤本の隣にコスチュームを置いたままカジュアルな衣装で出演していた。同年4月14日放送の2時間スペシャルからは、チェックのベストの上に青いスーツを着用した。
- 藤本美貴（番組での呼称は“ミキティ”） - 本番組で初めてテレビ番組の司会を務める。クイズの出題とイチハチ紹介のナレーションを担当するほか、トークで脱線しがちな浜田のフォロー役を担ったり、（司会者として）イチハチに質問を投げ掛けたりする。2010年3月10日までの放送では、ピンク色のコスチュームとホットパンツを身に着けていた。同年4月14日放送の2時間スペシャルからは、赤のコスチュームに、浜田のベストと同じチェック柄の入ったスカートを主に着用していた（後述）。

### ナレーター
- 赤平大（元テレビ東京アナウンサー）
- 立木文彦（声優）
- 橋詰知久（声優）
- 柴田秀勝（声優）
- 山口繭（声優）

第3回までは赤平を、以降は立木を主に起用。2010年10月以降は、立木・橋詰を中心に、一部の企画で山口の声も流れるようになった。

## BGM
- ジェット「Are You Gonna Be My Girl」

## エンディングテーマ
- CLIFF EDGE「SA・YO・NA・RA 〜君を忘れないよ〜」（2009年10月28日 - 2010年1月30日）
- CLIFF EDGE「また二人で... 〜あの日の帰り道〜 feat.RSP」（2010年2月3日 - 3月10日）
- 超新星「J.P.〜REBORN〜」（2010年4月14日 - 6月23日）
- ROOKiEZ is PUNK'D「eggmate of the year」（2010年7月7日 - 10月13日）
- So' Fly「First Kiss」（2010年11月17日 - 12月15日）
- YU-A「見守っていたい」（2011年1月12日 - 3月30日）

## 放送内容
- 『THE 1億分の8』時代（2009年10月28日 - 2010年3月10日放送分）のゲストは、注記のない限りパネラーとしての出演。
- 『THE 1億分の8』時代に2本立てで放送した回の出演者は、“Part2”として放送するパートの出演者を除いて掲載。

| 過去の放送内容とゲスト出演者 | 過去の放送内容とゲスト出演者 | 過去の放送内容とゲスト出演者                                                    | 過去の放送内容とゲスト出演者 |
| 回                           | 放送日                       | 内容                                                                            | ゲスト |
| ---------------------------- | ---------------------------- | ------------------------------------------------------------------------------- | --- |
| 01                           | 2009年10月28日               | 14〜17歳で妊娠出産した妻                                                        | 大沢あかね・ココリコ（遠藤章造・田中直樹）、眞鍋かをり・ガレッジセール（川田広樹・ゴリ、石田純一・北斗晶・陣内智則、上原美優・NON STYLE（石田明・井上裕介） |
| 02                           | 2009年11月4日                | 夜の世界のNo.1                                                                  | 眞鍋かをり・ガレッジセール（ゴリ・川田広樹）、高部あい・FUJIWARA（原西孝幸・藤本敏史）、陣内智則・しずちゃん（南海キャンディーズ）・光浦靖子（オアシズ）、山本モナ・倉田真由美・石田純一 |
| 03                           | 2009年11月11日               | 衝撃カップル                                                                    | 陣内智則・ワッキー（ペナルティ）・北斗晶、眞鍋かをり・杉本彩・はるな愛、ココリコ（遠藤章造・田中直樹）・手島優、ガレッジセール（川田広樹・ゴリ）・中村アン |
| 04                           | 2009年11月18日               | 世間を騒がせるスクープをした芸能記者たち                                        | ココリコ（田中直樹・遠藤章造）・眞鍋かをり、ガレッジセール（川田広樹・ゴリ）・道重さゆみ（モーニング娘。）、土田晃之・ビビる大木・北斗晶、田村亮（ロンドンブーツ1号2号）・陣内智則・ISSA（DA PUMP） |
| 05                           | 2009年11月25日               | 人生大逆転!奇跡のビフォーアフターな人たち                                       | タカアンドトシ（タカ・トシ）・北斗晶、陣内智則・品川祐（品川庄司）・眞鍋かをり、遠藤章造（ココリコ）・ゴリ（ガレッジセール）・くわばたりえ（クワバタオハラ） |
| 06                           | 2009年12月2日                | スゴ腕探偵たち                                                                  | タカアンドトシ（タカ・トシ）・AKINA、遠藤章造（ココリコ）・ゴリ（ガレッジセール）・眞鍋かをり、ライセンス（井本貴史・藤原一裕）・北斗晶 |
| 07                           | 2009年12月9日                | 死にかけた人たち                                                                | 田村亮（ロンドンブーツ1号2号）・遠藤章造（ココリコ）・夏川純、原西孝幸（FUJIWARA）・陣内智則・小倉優子、NON STYLE（石田明・井上裕介）・芹那（SDN48） |
| 08                           | 2009年12月16日               | 死にかけた人たち                                                                | 田村亮（ロンドンブーツ1号2号）・遠藤章造（ココリコ）・夏川純、原西孝幸（FUJIWARA）・陣内智則・小倉優子、NON STYLE（石田明・井上裕介）・芹那（SDN48） |
| 09                           | 2010年 1月6日                | 爆笑トーク&衝撃の人達の真実                                                     | 北斗晶、遠藤章造（ココリコ）・ゴリ（ガレッジセール）、陣内智則・はるな愛（いずれもイチハチへの追跡取材リポーターとして出演） |
| 10                           | 2010年 1月20日               | 2010年 絶対ブレイクする! オネエ8組                                              | 陣内智則・ケンドーコバヤシ・神戸蘭子、次長課長（河本準一・井上聡）・KABA.ちゃん、NON STYLE（井上裕介・石田明）・田野アサミ |
| 11                           | 2010年 1月27日               | 超モテモテ!! ぽっちゃり美人8人                                                  | 遠藤章造（ココリコ）・ゴリ（ガレッジセール）・優木まおみ、フットボールアワー（後藤輝基・岩尾望）・光浦靖子（オアシズ）、陣内智則・ケンドーコバヤシ・浜田ブリトニー |
| 12                           | 2010年 2月3日                | ドケチな芸能人No.1決定戦                                                        | イチハチ：アグネス・チャン、磯野貴理、岩尾望（フットボールアワー）、岡田圭右（ますだおかだ）、杉浦太陽、SHELLY、高橋ジョージ、森永卓郎 パネラー：陣内智則・ケンドーコバヤシ・後藤輝基（フットボールアワー）、東貴博（Take2）・品川祐（品川庄司）・矢沢心、FUJIWARA（藤本敏史・原西孝幸）・清水ミチコ                                                                                            |
| 13                           | 2010年 2月10日               | 勝ち組女8人                                                                     | 田村亮（ロンドンブーツ1号2号）・ゴリ（ガレッジセール）・青田典子、細川茂樹・松井絵里奈・田丸麻紀、オリエンタルラジオ（藤森慎吾・中田敦彦）・小倉優子 |
| 14                           | 2010年 2月17日               | マザコン芸能人No.1決定戦                                                        | イチハチ：タカ（タカアンドトシ）、川崎麻世、ひぐち君（髭男爵）、小杉竜一（ブラックマヨネーズ）、ハジメ（フォーリンラブ）、藤田憲右（トータルテンボス）、石田明（NON STYLE）、ユージ パネラー：トシ（タカアンドトシ）・室井佑月、・吉田敬（ブラックマヨネーズ）、大村朋宏（トータルテンボス）・吉川ひなの・井上裕介（NON STYLE）、バービー（フォーリンラブ）・安田美沙子・山田ルイ53世（髭男爵） |
| 15                           | 2010年 2月24日               | 有名人の熱狂的ファンNo.1決定戦                                                  | ゴリ（ガレッジセール）・遠藤章造（ココリコ）・髙田延彦、陣内智則・篠田麻里子（AKB48）・DAIGO、オリエンタルラジオ（中田敦彦・藤森慎吾）・小倉優子 |
| 16                           | 2010年 3月3日                | 潔癖症芸能人No.1決定戦                                                          | イチハチ：上原さくら、板倉俊之（インパルス）、川合俊一、井森美幸、相田翔子、小沢一敬（スピードワゴン）、ユンソナ、哲夫（笑い飯） パネラー：遠藤章造（ココリコ）・井戸田潤（スピードワゴン）、松尾貴史・優木まおみ、ゴリ（ガレッジセール）・堤下敦（インパルス） |
| 17                           | 2010年 3月10日               | 美人女医No.1決定戦                                                              | NON STYLE（石田明・井上裕介）・北斗晶、カンニング竹山・光浦靖子（オアシズ）・高知東生、オリエンタルラジオ（藤森慎吾・中田敦彦）・山本梓 |
| 18                           | 2010年 4月14日               | 2時間スペシャル                                                                 | イチハチ：千原兄弟（千原ジュニア・千原せいじ）、タカアンドトシ（トシ・タカ）、TKO（木下隆行・木本武宏）、ブラックマヨネーズ（吉田敬・小杉竜一）、南海キャンディーズ（山里亮太・しずちゃん）、パンクブーブー（黒瀬純・佐藤哲夫）、トータルテンボス（藤田憲右・大村朋宏）、サンドウィッチマン（伊達みきお・富澤たけし） パネラー：東野幸治・カンニング竹山・千秋、陣内智則・三船美佳・西山茉希    |
| 19                           | 2010年 4月28日               | 芸能界の隠れ鬼嫁No.1決定戦                                                      | イチハチ：榊原郁恵、髙田万由子、大神いずみ、新山千春、原史奈、松本伊代、秋本奈緒美、山田まりや パネラー:カンニング竹山、ブラックマヨネーズ（小杉竜一・吉田敬）、ジャガー横田、熊田曜子、神戸蘭子 |
| 20                           | 2010年 5月5日                | びっくり食生活芸能人No.1決定戦                                                  | イチハチ：未唯mie（ピンク・レディー）、梅宮アンナ、KABA.ちゃん、山本梓、次原かな、HIRO（安田大サーカス）、内山信二、ギャル曽根 パネラー：タカアンドトシ（トシ・タカ）、勝俣州和、島崎和歌子、ゴリ（ガレッジセール）、トリンドル玲奈 |
| 21                           | 2010年 5月12日               | 結婚できない芸能人No.1決定戦                                                    | イチハチ：ISSA（DA PUMP）、高樹千佳子、武田修宏、いとうあさこ、堤下敦（インパルス）、水野裕子、なだぎ武（ザ・プラン9）、大久保佳代子（オアシズ） パネラー：タカアンドトシ（タカ・トシ）、石田純一、松居一代、岩佐真悠子、トリンドル玲奈 |
| 22                           | 2010年 5月19日               | お坊ちゃまお嬢様芸能人No.1決定戦                                                | イチハチ：水町レイコ、クリス松村、河北麻友子、カンニング竹山、木村真野・紗野姉妹、玄里、池澤春菜、山口もえ パネラー：ブラックマヨネーズ（小杉竜一・吉田敬）、的場浩司、小倉優子、サバンナ（八木真澄・高橋茂雄） |
| 23                           | 2010年 5月26日               | 健康マニア芸能人No1決定戦                                                       | イチハチ：サンプラザ中野くん、石田純一、手島優、八木真澄（サバンナ）、嶋大輔、青田典子、松山クミコ、小島よしお パネラー：島崎和歌子、ブラックマヨネーズ（吉田敬・小杉竜一）、高橋茂雄（サバンナ）、山田親太朗、相沢まき |
| 24                           | 2010年 6月2日                | 芸能人ふるさと親善大使No.1決定戦                                                | イチハチ：スザンヌ、柴田理恵、斉藤慶子、磯野貴理、勝俣州和、井森美幸、磯山さやか、宮本和知 パネラー：タカアンドトシ（タカ・トシ）、中尾明慶、安めぐみ、菜々緒、ゴリ（ガレッジセール） |
| 25                           | 2010年 6月9日                | 生きててヨカッタ!奇跡の生還を果たした芸能人No.1決定戦                           | イチハチ：ゴリ（ガレッジセール）、有川知里、ほっしゃん。、岡田圭右（ますだおかだ）、尾川智子、ドロンズ石本、渡部陽一、山崎邦正 パネラー：木村祐一、安達祐実、陣内智則、小倉優子、テレンス・リー、出川哲朗 |
| 26                           | 2010年 6月16日               | 超迷惑キレやすい芸能人No.1決定戦                                                | イチハチ：小杉竜一（ブラックマヨネーズ）、後藤輝基（フットボールアワー）、吉澤ひとみ、奈美悦子、武藤静香、加藤紀子、木本武宏（TKO）、千原せいじ（千原兄弟） パネラー：東野幸治、吉田敬（ブラックマヨネーズ）、西田麻衣、勝俣州和、Erina、ケンドーコバヤシ |
| 27                           | 2010年 6月23日               | モテたくて必死な芸能人No.1決定戦                                                | イチハチ：日村勇紀（バナナマン）、バービー（フォーリンラブ）、LINA（MAX）、井上裕介（NON STYLE）、小沢一敬（スピードワゴン）、中野裕太、谷桃子、武蔵 パネラー：タカアンドトシ（トシ・タカ）、NANA（MAX）、設楽統（バナナマン）、菜々緒、井戸田潤（スピードワゴン） |
| 28                           | 2010年 7月7日                | 第2回マザコン芸能人No.1決定戦                                                   | イチハチ：岩尾望（フットボールアワー）、蕨野友也、三田村邦彦、梶原雄太（キングコング）、児嶋一哉（アンジャッシュ）、ミクロ（HOME MADE家族）、藤森慎吾（オリエンタルラジオ）、クロちゃん（安田大サーカス） パネラー：ブラックマヨネーズ（小杉竜一・吉田敬）、渡部建（アンジャッシュ）、吉川ひなの、西山茉希、後藤輝基（フットボールアワー）                                                      |
| 29                           | 2010年 7月14日               | 実はわがまま女芸能人No.1決定戦                                                  | イチハチ：八田亜矢子、道端カレン、真琴つばさ、森下千里、ローラ・チャン、福田萌、山本優希、misono パネラー：ブラックマヨネーズ（吉田敬・小杉竜一）、和田アキ子、カンニング竹山、サバンナ（八木真澄・高橋茂雄） |
| 30                           | 2010年 7月21日               | ヤング親バカ芸能人No.1決定戦                                                    | イチハチ：千野志麻、金子貴俊、新山千春、杉浦太陽、小日向しえ、はなわ、大村朋宏（トータルテンボス）、団長（安田大サーカス） パネラー：フットボールアワー、三船美佳、勝俣州和、トリンドル玲奈、藤田憲右（トータルテンボス） |
| 31                           | 2010年 7月28日               | いきすぎたブランド大好き芸能人No.1決定戦                                        | イチハチ：一条ありさ、梅宮アンナ、MALIA、武田修宏、渡部建（アンジャッシュ）、辰巳奈都子、吉澤ひとみ、入江慎也（カラテカ） パネラー：ブラックマヨネーズ（吉田敬・小杉竜一）、板東英二、NANA（MAX）、加藤理恵、カンニング竹山 |
| 32                           | 2010年 8月4日                | 隠れオバちゃん芸能人No.1決定戦                                                  | イチハチ：小森純、谷村奈南、石川梨華、虻川美穂子（北陽）、多岐川華子、安田美沙子、REINA（MAX）、澤山璃奈 パネラー：カンニング竹山、陣内智則、井森美幸、速水もこみち、NON STYLE（井上裕介・石田明） |
| 33                           | 2010年 8月11日               | 浜田が驚いた!衝撃の芸能人ベスト10                                               | 選ばれた10人1位：タカアンドトシ（タカ・トシ）、2位：木村真野・紗野、3位：千原せいじ（千原兄弟）、4位：松山クミコ、5位：日村勇紀（バナナマン）、6位：堤下敦（インパルス）、7位：次原かな、8位：髙田万由子、9位：相田翔子、10位：ひぐち君（髭男爵） |
| 34                           | 2010年 8月18日               | 嫉妬深い女芸能人No.1決定戦                                                      | イチハチ：真山景子、道端アンジェリカ、小倉優子、黒沢かずこ（森三中）、渡部いずみ、藤川京子、原幹恵、おぐねー パネラー：ケンドーコバヤシ、陣内智則、辻希美、村上知子（森三中）、スピードワゴン（小沢一敬・井戸田潤） |
| 35                           | 2010年 8月25日               | 恋にサムい男性芸能人No.1決定戦                                                  | イチハチ：ISSA、木下隆行（TKO）、吉田敬（ブラックマヨネーズ）、肥野竜也、有馬隼人、綾部祐二（ピース）、ユージ、半田健人 パネラー：小杉竜一（ブラックマヨネーズ）、木本武宏（TKO）、辺見えみり、吉川ひなの、Nanami、カンニング竹山 |
| 36                           | 2010年 9月8日                | 2時間スペシャル ぶりっ子女芸能人決定戦                                          | イチハチ：熊田曜子、脊山麻理子、道重さゆみ（モーニング娘。）、秋元才加（AKB48）、笛木優子、大久保佳代子（オアシズ）、渡香奈、西川史子 パネラー：東野幸治、陣内智則、野沢直子、蕨野友也、ブラックマヨネーズ（吉田敬・小杉竜一） |
| 36                           | 2010年 9月8日                | 2時間スペシャル ゴージャス女芸能人決定戦                                        | イチハチ：杉本彩、桃華絵里、荒木さやか、山本モナ、ロペ、アンミカ、松岡みやび、安藤成子 パネラー：ブラックマヨネーズ（小杉竜一・吉田敬）、磯野貴理、カンニング竹山、東野幸治、ゴリ（ガレッジセール） |
| 37                           | 2010年 9月15日               | 2時間スペシャル お坊ちゃまお嬢様芸能人No.1決定戦                                | イチハチ：角川慶子、有村昆、宮崎麗香、中松義成、ソンミ、愛川ゆず季、ハジメ（フォーリンラブ）、ことみ（上海ドール） パネラー：ブラックマヨネーズ（小杉竜一・吉田敬）、中野裕太、上原美優、鈴木紗理奈、フットボールアワー（後藤輝基・岩尾望） |
| 38                           | 2010年10月13日               | 人気芸人8組が浜田の前で相方への不満をぶっちゃけちゃうぞスペシャル               | イチハチ：ココリコ（遠藤章造・田中直樹）、ブラックマヨネーズ（吉田敬・小杉竜一）、フットボールアワー（岩尾望・後藤輝基）、バナナマン（日村勇紀・設楽統）、Wコロン（ねづっち・木曽さんちゅう）、ハリセンボン（近藤春菜・箕輪はるか）、オリエンタルラジオ（中田敦彦・藤森慎吾）、サバンナ（高橋茂雄・八木真澄） パネラー：勝俣州和、三船美佳、神戸蘭子、松岡みやび                                |
| 39                           | 2010年11月17日               | お買い物女王No.1決定戦                                                          | イチハチ：安田彩、梶千尋、芝本裕子、都筑多佳恵、福王寺彩野、奥田順子、内田新菜、村上実沙子 パネラー：フットボールアワー（岩尾望・後藤輝基）、鈴木紗理奈、磯野貴理、ブラックマヨネーズ（小杉竜一・吉田敬） |
| 40                           | 2010年11月24日               | お買い物女王No.1決定戦                                                          | イチハチ：安田彩、梶千尋、芝本裕子、都筑多佳恵、福王寺彩野、奥田順子、内田新菜、村上実沙子 パネラー：フットボールアワー（岩尾望・後藤輝基）、鈴木紗理奈、磯野貴理、ブラックマヨネーズ（小杉竜一・吉田敬） |
| 41                           | 2010年12月1日                | お坊ちゃまお嬢様芸能人 2時間スペシャル                                          | イチハチ：角川慶子、有村昆、宮崎麗香、中松義成、ソンミ、愛川ゆず季、ハジメ（フォーリンラブ）、ことみ（上海ドール）、クリス松村、河北麻友子、カンニング竹山、木村真野・紗野、玄里、池澤春菜 パネラー：フットボールアワー（後藤輝基・岩尾望）、光浦靖子（オアシズ）、上原美優、高橋茂雄（サバンナ）、河本準一（次長課長）                                                                         |
| 42                           | 2010年12月15日               | 2時間スペシャル VIP以外立ち入り禁止!?金持ちしか知らない世界全部バラしちゃいます | イチハチ：ユリーカ、鈴木絢子、道端アンジェリカ、 若林恵、貞方邦介、中村泰二郎、 國分利治、熊谷裕樹 パネラー：フットボールアワー（岩尾望・後藤輝基）、辺見えみり、森三中（黒沢かずこ・村上知子・大島美幸） |
| 43                           | 2011年 1月12日               | お坊ちゃまお嬢さま芸能人No．1決定戦 2011年初顔8人 2時間スペシャル               | イチハチ：夏波夕日、makimu、松本和巳、リサ（バニラビーンズ）、竹内綾乃、滝山あゆみ、吉田幸市（ケチン・ダ・コチン）、上田雅史（ヘッドスライディング） パネラー：フットボールアワー（後藤輝基・岩尾望）、小森純、西島隆弘（AAA）、ハリセンボン（箕輪はるか・近藤春菜）／ブラックマヨネーズ（小杉竜一・吉田敬）                                                                                    |
| 44                           | 2011年 1月19日               | お坊ちゃまお嬢さまのこんなプレゼント買っちゃった・あげちゃったスペシャル        | イチハチ：角川慶子、makimu、宮崎麗香、有村昆、木村真野・紗野、ソンミ、リサ、 安藤成子 パネラー：フットボールアワー（岩尾望・後藤輝基）、辺見えみり、JOY、ブラックマヨネーズ（小杉竜一・吉田敬） |
| 45                           | 2011年 1月26日               | 浜田が驚いた！衝撃のお坊ちゃまお嬢様図鑑                                        | スタジオゲスト：フットボールアワー（後藤輝基・岩尾望）、イチハチ（VTR出演）：有村昆、松岡みやび |
| 46                           | 2011年 2月9日                | 怒りの芸能人男女16人大集合!浜田の前で理不尽キレまくりスペシャル                 | イチハチ：＜前編・女性チーム＞鈴木紗理奈、辺見えみり、道重さゆみ、新田恵利、LINA（MAX）、八田亜矢子、虻川美穂子（北陽）、くみっきー ＜後編・男性チーム＞吉田敬（ブラックマヨネーズ）、後藤輝基（フットボールアワー）、髙田延彦、杉村太蔵、小籔千豊、斉藤暁、中野裕太、綾部祐二（ピース） |
| 47                           | 2011年 2月16日               | 怒りの芸能人男女16人大集合!浜田の前で理不尽キレまくりスペシャル                 | イチハチ：＜前編・女性チーム＞鈴木紗理奈、辺見えみり、道重さゆみ、新田恵利、LINA（MAX）、八田亜矢子、虻川美穂子（北陽）、くみっきー ＜後編・男性チーム＞吉田敬（ブラックマヨネーズ）、後藤輝基（フットボールアワー）、髙田延彦、杉村太蔵、小籔千豊、斉藤暁、中野裕太、綾部祐二（ピース） |
| 48                           | 2011年 2月23日               | イチハチ特別編 衝撃エピソードベスト10                                           | スタジオゲスト：フットボールアワー |
| 49                           | 2011年 3月2日                | 今旬な芸能人ノリにノってる秘訣を大公開スペシャル                                | イチハチ：ロッチ（中岡創一・コカドケンタロウ）、ミッツ・マングローブ、小森純、平成ノブシコブシ（吉村崇・徳井健太）、敦士、我が家、島田秀平、Wコロン（木曽さんちゅう・ねづっち） パネラー：ブラックマヨネーズ（吉田敬・小杉竜一）、吉川ひなの、虎南有香、フットボールアワー（岩尾望・後藤輝基）                                                                                                  |
| 50                           | 2011年 3月9日                | 今だから笑って話せるビンボー育ち芸能人No.1決定戦                                | イチハチ：風間トオル、戸田れい、えとう窓口（Wエンジン）、小沢一敬（スピードワゴン）、清人（バッドボーイズ）、DAISHI、ユージ、広海・深海 パネラー：フットボールアワー（岩尾望・後藤輝基）、磯野貴理、中川愛海、陣内智則、ゴリ（ガレッジセール） |
| 51                           | 2011年 3月30日               | 超人気芸人8組が浜田の前で相方への不満を全部ぶっちゃけちゃうぞスペシャル         | イチハチ：フットボールアワー（岩尾望・後藤輝基）、ガレッジセール（ゴリ・川田広樹）、ピース（又吉直樹・綾部祐二）、アンジャッシュ（渡部建・児嶋一哉）、博多華丸・大吉（博多大吉・博多華丸）、スリムクラブ（内間政成・真栄田賢）、笑い飯（西田幸治・哲夫）、ライセンス（藤原一裕・井本貴史） パネラー：内田恭子、西山茉希、はるな愛、小籔千豊、ブラックマヨネーズ（吉田敬・小杉竜一）             |

## スタッフ
- 構成：鈴木おさむ / 松本真一、佐藤俊明、寺田智和、木村タカヒロ、岸本浩二、宇田川岳史、玉置高幸、原木綿子、今井太郎、寺坂直毅
- リサーチ：スコープ、ジーワン
- SW：石毛雄己
- CAM：五十嵐陽
- VE：粕谷弘樹
- AUD：渡辺拓
- 照明：藤井輝夫
- 美術P：内藤佳奈子
- デザイン：野口陽介
- 美術進行：横山勇
- マルチ：大高貢
- 大道具：葛西剛太
- 大道具操作：成井一浩
- 電飾：樋口真樹
- アクリル装飾：下平雄治
- スタイリスト：江島モモ
- ヘアメイク：渋澤栄祐（浜田雅功担当）、馬場伸二、吉田みわ
- 音効：上口昭雄
- CG：田中秀幸※声優とは無関係
- 編集：鈴木建介
- MA：谷澤宗明
- 編成：山本達也（MBS）
- 宣伝：石田敦子（MBS）
- スチル：森下里香
- AD：加用裕紀、青木誉幸、一場孝夫、濱田禮徳、田中雄大
- AP：中塚大悟（NET WEB）、八尋衣美
- ディレクター：椎葉宏治（ラッキーぱんだ）、小林一丈、鳥越一夫、中村武史（MBS）、村井伸一（アルファ・グリッド）、高野透矢、中原嘉仁、原田浩司・相澤雄・大森千代・峰尾圭一（以上NET WEB）
- 総合演出：水野雅之（MBS、2011年1月12日- 以前は、ディレクター）
- プロデューサー：浜田尊弘・井口岳洋・合田忠弘（以上MBS）、稲冨聡（よしもとクリエイティブ・エージェンシー）、江間浩司・村田聡子（以上NET WEB）
- 技術協力：テクノマックス、スウィッシュ・ジャパン、プログレッソ、ザ・チューブ、SPOT、フレイムグラフィックス
- 美術協力：フジアール
- 収録スタジオ：東京タワースタジオ
- 制作協力：吉本興業、NET WEB
- 製作著作：毎日放送

### 過去のスタッフ
- リサーチ：ニューズクリエイト
- ディレクター：大坂倫代（NET WEB）、中谷徳秀
- AP：鈴木美絵（NET WEB）
- 演出：渡辺剛（NET WEB）
- スタイリスト：北田あつ子（浜田雅功担当）
- 音効：石川良則

## 企画・構成
- 本番組のプロデューサーによれば、「ネタ（番組で設定するテーマ）のストックは15年分ある」とされていた[38]。しかし実際には編成方針の見直しによって本番組は1年半で終了した。
- 『THE 1億分の8』時代には、放送で顔を出せることを条件に、今後放送予定のテーマに該当する参加者を公式サイトで随時募集していた。『イチハチ』になってから半年間は、一般の視聴者を番組に招かず、放送上パネラーの名称を「No.1判定人」と表記していた[39]。
- 本番組での浜田は、ゲストが自分の頭越しにイチハチへ勝手に質問して盛り上げると、不機嫌な表情を見せていた。トークの流れによっては、ツッコミがてらにパネラー（主に芸人）や藤本の頭をはたいたり、芸能人イチハチ（の自慢話）に対する不満や妬みの感情を（あくまでもネタとして）「死ねばいいのに」という口癖で示したりすることがあった。
- 芸能人だけの「No.1決定戦」にお笑いコンビが出演する場合には、一方の芸人をイチハチに入れたうえで、相方の芸人をパネラーとして登場させることが多かった。この場合には、イチハチ席とパネラー席の間で、コンビ同士によるトークの応酬が見られがちである。2010年4月から約半年に1回のペースで放送された2時間スペシャルは、「お笑いコンビが互いに相方への本音をぶつけ合う」という意味で、その延長線上にあった企画と言える。ただし放送上は、お互いの仲の良さに関するエピソードや、話芸への情熱をVTRで紹介するなどの配慮を施していた。
- 開始当初から第4回（2009年11月18日放送分）までは、クイズの途中（22:30以降）に、予告を兼ねて次回放送分のクイズの一部を流していた。第5回（同年11月25日放送分）から第7回（同年12月9日放送分）は、前回放送分の続編に該当するパート（Part2）と、新たに放送するパートの2本立て構成に移行。“Part2”のパートを、番組の途中に挿入していた。ただし以降は、エンディングの次回予告を除いて、全編1つのテーマで放送している。
- 番組開始の時点では、「1億分の1の本当にあったちょっといい話」と題したVTRを通じて、浜田を泣かせるようなエピソードを紹介することも計画していた。しかし、結局は実現しなかった。
  - 『THE 1億分の8』時代には、出演頻度の高いパネラー（陣内智則など）が出演済みの一般人イチハチを追跡した取材VTRを挿入したり、（素のリアクションを引き出す目的で）番組スタッフが芸能人パネラーや一般人イチハチにVTRで「ドッキリ企画」を仕掛けることがあった。
  - 『イチハチ』へ改称後の半年間は、（放送上）パネラーが「〜No.1」を決める直前に、芸能人イチハチにまつわるVTRをほぼ毎回放送。過去の写真とともに、関係者からのメッセージを字幕で紹介していた。メッセージでは、当日の放送で話題になったイチハチの行動・嗜好・生活態度を、笑いや皮肉を込めながら短い言葉で諫めることが多かった。
- 『タモリのグッジョブ!胸張ってこの仕事』以来全編通しのスポンサー体制に変更された。

## 視聴率
- 『THE 1億分の8』時代の終盤までは、平均で6 - 8%と苦戦していた。それでも、前番組の『クメピポ! 絶対あいたい1001人』よりは若干上昇。また、TBSがゴールデンタイム・プライムタイムに放送する番組の中では、相対的に高い水準で推移していた。[40] 前述の2時間スペシャルを放送した際には、当時の番組史上最高視聴率（10.5%）を記録している。[41]
- 『イチハチ』への改称直後のレギュラー放送では、『THE 1億分の8』時代の視聴率を上回る週が多く、10%を超えた回もあった[42]。同年7月からは、平均6%台に落ち込むなど再び苦戦。それでも、同年10月以降は、レギュラー放送枠で10%前後を記録することがあった。
- ただしスペシャル版では、通常の放送よりも高い視聴率を記録する傾向があった。2010年9月8日・15日にいずれも2時間枠で放送されたスペシャルでは、それぞれ10%以上を記録した。2010年9月8日放送の「ゴージャス女芸能人決定戦」では10.5%。同月15日放送の「お坊ちゃまお嬢様芸能人No.1決定戦」では、番組史上最高の12.0%を記録した。最終回の視聴率も、11.4%であった。[43]。
- また、本番組の制作を担当する毎日放送の地元・関西地区では、レギュラー放送・スペシャルとも関東地区より高い視聴率を示す週が多く、前述「お坊ちゃまお嬢様芸能人No.1決定戦」では、番組史上最高の16.7%に達した。[44]。

## 番組外の逸話
- 2010年1月頃から同年10月頃まで、浜田・藤本の顔写真を縦に並べた本番組の大型看板を、大阪市（毎日放送の本社所在地）の繁華街の1つ・道頓堀（戎橋南詰）に建つビルの壁面へ設置していた。[45]
- MBS（関西ローカル分）や系列のCS放送局・GAORAでは、放送内容を予告するテレビCMを随時放送。『イチハチ』への改称後は、CMと同じ内容の予告動画を、公式サイトでも無料で配信している。さらにMBSでは、レギュラー放送の休止期間明け直前を中心に、2010年夏頃から2011年の初頭まで番組宣伝を兼ねて本番組の再放送を実施していた（土・日曜日午後の関西ローカル枠で不定期放送）。
- 藤本は2010年4月8日に、本番組の2時間スペシャル（前述）の宣伝を兼ねて、このスペシャルから着用するコスチューム姿で『ちちんぷいぷい』（MBSの情報番組、関西ローカル放送）内の料理コーナー「キッチンぷいぷい」へゲスト出演。[46] 同コーナーへの出演後には、阪神甲子園球場での阪神タイガース対読売ジャイアンツ戦（プロ野球セントラル・リーグ公式戦）で、上記のコスチュームを着たまま自身2度目の始球式に臨んだ[47]。同年7月19日に同局で放送された『痛快!明石家電視台』のゲストトークコーナー「なにをきくねん!」にも、本番組の宣伝を目的に初めて出演している。[48]

## 制作上の問題
- 2010年11月17日の「お買い物女王No.1決定戦」では、イチハチに関する取材VTRの一部で、ホテルの買収交渉の模様を放送。しかし放送後に、「交渉の当事者」としてVTRに登場した人物が、交渉の責任者ではなかったことが関係者の指摘などで判明。BPOでは2011年1月17日に、「情報の確認が不十分で、企業の宣伝に利用された可能性がある」として、当該回の放送内容を放送倫理検証委員会で審議した[49][50]。
- 2011年1月12日の「お坊ちゃまお嬢様芸能人No.1 決定戦」では、イチハチとして出演した女性実業家を、「アメリカ・ニューヨークに23軒の自宅を所有する資産家」として紹介。本人が事前に「自宅として使用中」と申告した物件の一部を取材したうえで、その模様を収めたVTRを放送した。しかし放送後に、視聴者からの指摘によって、「VTRで取り上げた物件の1つを（放送時点で）別の人物が所有していた」との疑惑が浮上した。制作局の毎日放送では、ニューヨークなどで事実関係の調査に入るとともに、「事実と異なる内容を放送した疑いがある」としてBPOに報告[51][52]。2月4日には、以上の調査結果を基に、「当該実業家の所有だったとは証明できず、事実と異なる放送をした可能性が極めて高い」として公式サイトで謝罪声明を発表した。なお、指摘を受けた女性実業家は、「（本番組の）スタッフには（指摘対象の物件が）『投資物件』であることを最初から説明。スタジオトークでもそのことに言及したはず」と主張[53]。同局の調査チームが（番組で紹介した）23物件の所有証明の提示を求めた際には、プライバシーの保護を理由に提示を拒否している[53][54]。
- なおBPOは、本番組放送終了後の2011年7月6日に、上記2件の放送内容に対する審議の結果を意見書として公表。「故意の虚偽や意図的な捏造はなかったが、取り上げた情報・事実の正確さを確認する努力を怠っていて、その扱い方がずさんだった」との見解を明らかにした。2010年11月17日放送分については、「出演者とその関係者が、放送が取り上げた情報と密接な利害関係を有していた点で、放送の公正さにも欠けていた」として、「放送倫理違反があった」という判断を示している[55][56]。